# Santiago Soto
Santiago Bohorquez Soto (Diamante, 7 de mayo de 1990) es un futbolista profesional que actualmente juega en el Club Deportivo Nobleza (General Ramírez) en la posición de centrocampista. Comenzó su carrera en las divisiones inferiores de Club Atlético Unión de Crespo. A mediados de 2012 pasó a formar parte de Club Atlético Alvarado de Mar del Plata, que disputaba el Torneo Argentino A. A comienzos de 2013 llegó al Club Deportivo Rosamonte de Apóstoles - Misiones del Torneo Argentino B.
En 2013 firmó contrato con Racing Club de Trelew para disputar el Torneo Argentino B.
Luego pasó por Usina Fútbol Club de Diamante y actualmente juega para Club Atlético Social y Deportivo San Martín (Diamante)

## Clubes
| Club                     | País      | Año       |
| ------------------------ | --------- | --------- |
| Colón                    | Argentina | 2009-2012 |
| Club Atlético Alvarado   | Argentina | 2012      |
| Club Deportivo Rosamonte | Argentina | 2013      |
| Racing Club de Trelew    | Argentina | 2013      |
| San Martín de Diamante   | Argentina | presente  |
| Cultural Aranguren       | Argentina | 2017      |
| Cultural Hernandez       | Argentina | 2025      |